# Бембус, Матеуш
Мате́уш Бе́мбус (пол. Mateusz Bembus), 1567 г., Познань — 1645 г., Краков) — польский писатель, драматург, член монашеского ордена иезуитов, проповедник короля Сигизмунда III, ректор познанской иезуитской коллегии.

## Биография
Матеуш Бембус родился в 1567 году в городе Познани в мещанской семье. Среднее образование получил в познанской иезуитской коллегии. В этой же коллегии закончил философский курс. В 1587 году Матеуш Бембус вступил в монашеский орден иезуитов. Новициат проводил в Кракове. Преподавал в иезуитских коллегиях в Ярославе и Познани. С 1592 по 1596 год изучал теологию в Виленском университете. В 1598 году возвратился в Познань, где с 1602 года преподавал философию.
С 1611 по 1618 год Матеш Бембус был проповедником Сигизмунда III. Эту должность он получил после Петра Скарги. В 1620 году возвратился в Познань и стал ректором иезуитской коллегии. В годы его ректорства коллегию закончил Владислав Чарнковский. С 1625 году руководил польскими иезуитами. В последние годы своей жизни занимался богословием и наукой, написав несколько сочинений.

## Творчество
Маиеуш Бембус в начале 20-х годов XVII века написал на латинском языке трагедию «Antithemius seu Mors peccatoris». Это сочинение стало частью драматического сочинения «Tragediae sacrae (Codex Uppsaliensis)».
Маиеуш Бембус также написал несколько научных сочинений:
- «Kometa to jest pogróżka z nieba na postrach, przestrogę i upomnienie ludzkie».